# Pteruthius melanotis
El timalí-alcaudón orejudo (Pteruthius melanotis), es una especie de ave paseriforme, perteneciente al género Pteruthius de la familia Vireonidae. Es nativo del sureste de Asia.

## Distribución y hábitat
Se distribuye desde el centro de Nepal hacia el este hasta Bután, todos los estados del noreste de India, sur de China, Myanmar, Tailandia, Laos, Vietnam y Malasia.
Su hábitat preferencial son las selvas húmedas montanas tropicales y subtropicales.

## Sistemática

### Descripción original
La especie P. melanotis fue descrita por primera vez por el ornitólogo británico Brian Houghton Hodgson en 1847 bajo el mismo nombre científico; localidad tipo «Terai, base sureste del Himalaya, Nepal».

### Taxonomía
El género Pteruthius estuvo tradicionalmente colocado en la familia Timaliidae hasta que un estudio de análisis moleculares de ADN en 2007 encontró que no tenía ninguna afinidad con esa familia y que estarían mejor colocadas en la familia Vireonidae, que hasta entonces se pensó estaba restringida al Nuevo Mundo, y donde lo sitúan ahora las principales clasificaciones.

### Subespecies
Según la clasificación del Congreso Ornitológico Internacional (IOC) (Versión 6.2, 2016) y Clements Checklist v.2015,  se reconocen 2 subespecies, con su correspondiente distribución geográfica:
- Pteruthius melanotis melanotis Hodgson, 1847 - centro de Nepal hacia el este hasta Bután, todos los estados montanos del noreste de India, el adyacente sur de China (sureste de Xizang, oeste y sur de Yunnan), oeste, norte y sureste de Myanmar, noroeste y suroeste de Tailandia, norte y centro de Laos y Vietnam (al sur hasta Annam).
- Pteruthius melanotis tahanensis Hartert, 1902 - extremo sur de Tailandia y península malaya.